# Reggae imperiale
Reggae imperiale è un album dei cantanti italiani Babaman e KG Man pubblicato il 2 dicembre 2014.

## Tracce
1. Ancora più fuoco – 3:02
2. Calda lava – 2:51
3. Esco pazzo – 3:35
4. Irie Stars – 3:15
5. Party Time – 2:16
6. Per arrivare da te – 3:06
7. Per una canzone – 3:20
8. Puff Puff – 4:01
9. Quello che ti spetta – 3:27
10. Ti raggiungerò – 3:45

Durata totale: 32:38